# 内夫反应
内夫反应（Nef反应）是一级或二级硝基化合物负离子在酸中水解，生成醛酮和一氧化二氮的反应。
反应以约翰·内夫的名字命名。1894年，他用硝基乙烷的钠盐与硫酸反应，得到了85-89%产率的一氧化二氮及70%以上产率的乙醛，从而提出了这个反应。在他之前，俄国的Konovalov曾于1893年用1-苯基硝基乙烷钾盐与硫酸反应得到了二苯甲酮，发现了该反应，但没有意识到这个反应的意义。

## 反应机理
吸电子硝基使硝基化合物的α-氢具有一定的酸性，可以生成比较稳定的负离子。该负离子经过两次质子化，生成亚胺离子，亚胺离子被水分子进攻，发生亲核加成，生成中间体4。然后4失去质子和水，生成深蓝色的1-亚硝基醇5。5发生重排生成次硝酸（HNO）和𨦡离子7。次硝酸转化为连二次硝酸（H2N2O2）和一氧化二氮，而7失去质子，生成产物醛酮。
原料硝基化合物需要有α-氢，因此三级硝基化合物不反应。
反应还可以用臭氧和过一硫酸氢钾（Oxone）作氧化剂，使C-N键断裂生成酮。臭氧的反应可以看成C=N在臭氧化反应中被氧化，接上一个双键氧；Oxone的反应机理见 （页面存档备份，存于）。也可用四氯化锡等路易斯酸催化使C=N键断裂。

## 应用
Nef反应是糖化学中的增碳方法之一。用醛酮与硝基化合物缩合，生成的α-羟基硝基化合物用碱处理后，经过Nef反应可以得到增加一个或多个碳的羟基醛酮。逆反应称为Wohl降解反应。
也可以用不饱和醛酮与硝基化合物发生Michael加成，用碱处理后，使其发生Nef反应。产物是一般用其他方法难以制取的1,4-二羰基化合物。
如果使硝基化合物在强酸中水解，则产物是羧酸和羟胺盐。